# أندي غوردون
أندي غوردون (بالإنجليزية: Andy Gordon)‏ هو كاتب سيناريو ومنتج أفلام أمريكي، ولد في القرن العشرين.

## وصلات خارجية
- أندي غوردون على موقع IMDb (الإنجليزية)
- أندي غوردون على موقع قاعدة بيانات الفيلم (الإنجليزية)